# 宋元明
宋元明（1965年8月—），男，汉族，山西洪洞人，中华人民共和国政治人物，1988年6月加入中国共产党，同年毕业于中国矿业大学采矿工程系安全技术及工程专业，获硕士学位，研究生学历。先后在中国统配煤矿总公司、煤炭工业部、国家煤炭工业局、国家安全生产监督管理局（国家煤矿安全监察局）、湖南煤矿安全监察局等单位和部门任职。2013年5月至2020年11月，任国家煤矿安全监察局副局长、党组成员。现任中华人民共和国应急管理部党委委员、副部长，国家安全生产应急救援中心党委书记、主任。